# 퉁따꼬군
퉁따꼬군은 춤폰주의 행정 구역이다. 이 지역의 총 인구 수는 2005년 기준으로 23535명이다. 인구 밀도는 70.3km2이다.

## 행정 구역
| 번호 | 지명           | 태국어 지명 | 빌리지 | 인구  |  |
| ---- | -------------- | ----------- | ------ | ----- |  |
| 1.   | Pak Tako       | ปากตะโก     | 5      | 3,987 |  |
| 2.   | Thung Takhrai  | ทุ่งตะไคร     | 8      | 5,640 |  |
| 3.   | Tako           | ตะโก        | 14     | 8,412 |  |
| 4.   | Chong Mai Kaeo | ช่องไม้แก้ว    | 8      | 5,496 |  |

|  | 이 글은 지리에 관한 토막글입니다. 여러분의 지식으로 알차게 문서를 완성해 갑시다. |